# 紀伊新庄駅
紀伊新庄駅（きいしんじょうえき）は、和歌山県田辺市新庄町にある、西日本旅客鉄道（JR西日本）紀勢本線（きのくに線）の駅である。

## 歴史
- 1933年（昭和8年）12月20日：国鉄紀勢西線の紀伊田辺駅から紀伊富田駅までの延伸に伴い開業する[1][2]。
- 1959年（昭和34年）7月15日：現在の紀勢本線が全通、紀勢本線所属となる[1]。
- 1971年（昭和46年）10月1日：貨物の取り扱いを廃止[2]。
- 1978年（昭和53年）4月1日：荷物扱い廃止[2]。
- 1985年（昭和60年）3月14日：無人駅化[3][4]。
- 1987年（昭和62年）4月1日：国鉄分割民営化により、西日本旅客鉄道（JR西日本）の駅となる[1][2]。
- 2021年（令和3年）3月13日：ICカード「ICOCA」の利用が可能となる[5]。

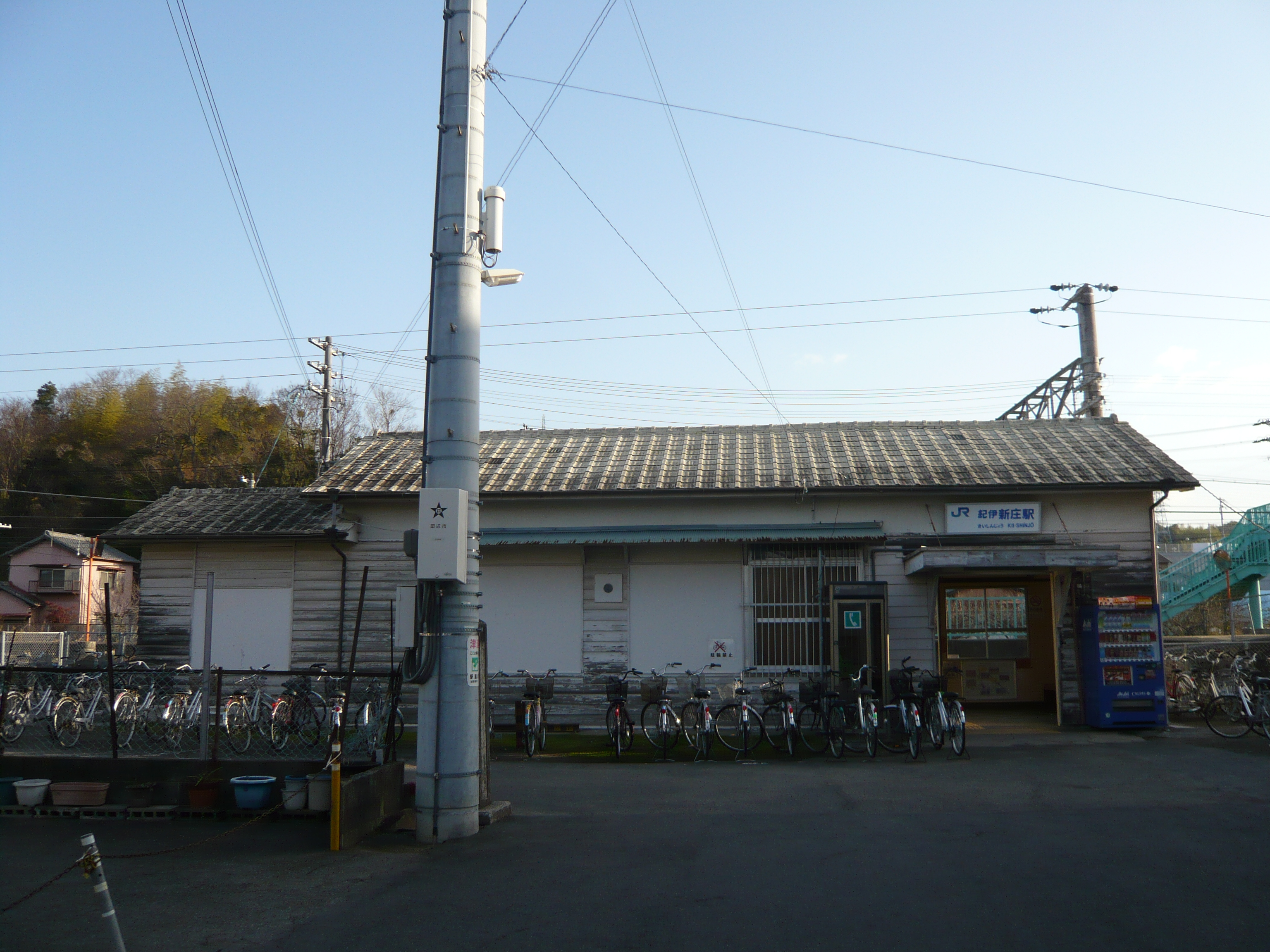
リニューアル前の駅舎（2014年1月）

## 駅構造
相対式ホーム2面2線で交換可能の地上駅。古くからの木造駅舎があるが、紀伊田辺駅管理の無人駅である。駅舎は紀伊田辺方面行きホーム側にあり、反対側の新宮方面行きホームへは跨線橋で連絡している。この跨線橋は線路を跨いだ反対側にも繋がっており、そちら側からも駅への出入りが可能となっている。2021年3月13日よりICOCAが利用可能になっている。

### のりば
| のりば | 路線       | 行先                 |
| ------ | ---------- | -------------------- |
| 1      | きのくに線 | 紀伊田辺・和歌山方面 |
| 2      | きのくに線 | 周参見・新宮方面     |

- 上表の路線名は旅客案内上の名称（愛称）で表記している。

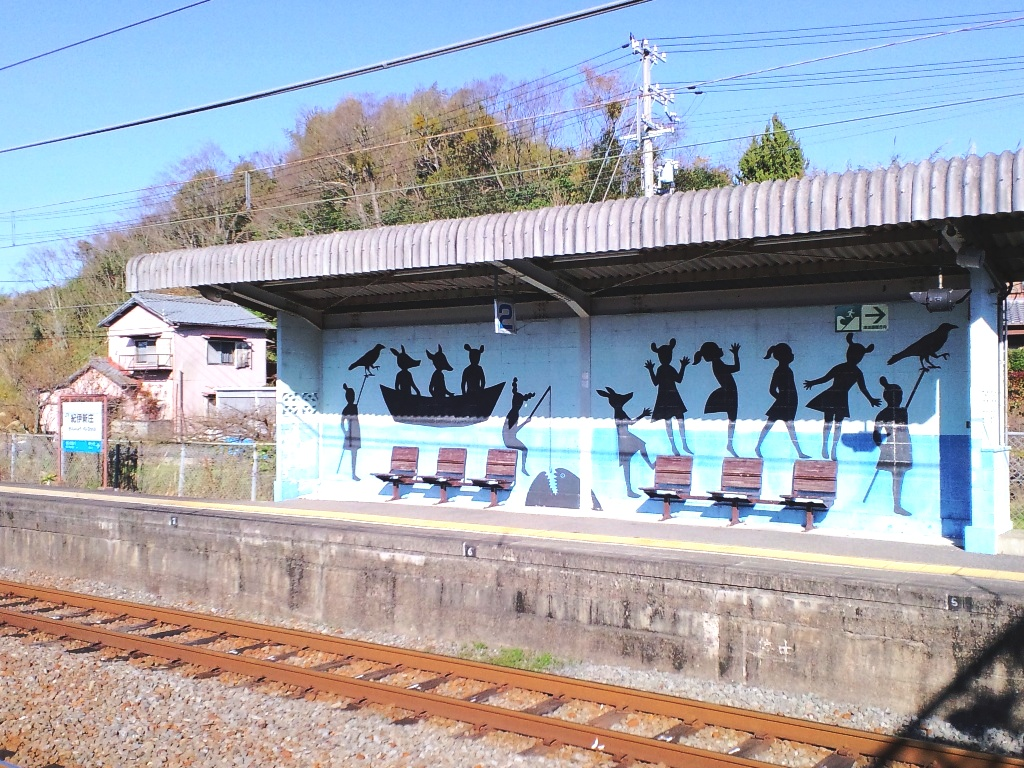
白浜・新宮方面行きホーム（2016年12月）

## 利用状況
近年の1日平均乗車人員は以下の通り。
| 年度   | 1日平均 乗車人員 |
| ------ | ---------------- |
| 1998年 | 32               |
| 1999年 | 35               |
| 2000年 | 32               |
| 2001年 | 30               |
| 2002年 | 25               |
| 2003年 | 42               |
| 2004年 | 33               |
| 2005年 | 35               |
| 2006年 | 31               |
| 2007年 | 37               |
| 2008年 | 32               |
| 2009年 | 30               |
| 2010年 | 26               |
| 2011年 | 36               |
| 2012年 | 39               |
| 2013年 | 40               |
| 2014年 | 47               |
| 2015年 | 52               |
| 2016年 | 56               |
| 2017年 | 55               |
| 2018年 | 46               |
| 2019年 | 40               |
| 2020年 | 27               |
| 2021年 | 32               |
| 2022年 | 32               |

## 駅周辺
- 国道42号
- 文里港（かつて終戦時の引揚港の1つとして機能し、田辺引揚援護局の管轄であった）
- 田辺市役所新庄連絡所
- 田辺新庄郵便局
- 和歌山県立田辺高等学校
- 和歌山県立南紀高等学校
- 和歌山県立神島高等学校
- 田辺市立新庄中学校
- 田辺市立新庄小学校
- ヤマダデンキテックランド田辺店
- ゲオ南紀田辺店
- 田辺自動車学校
- 南海大地震（昭和南海地震）津波潮位標（西側駅前）

## その他
- 地元アーティストや高校生の尽力により駅舎外壁やホームなどに絵画を描き、「アートな紀伊新庄駅」としてPRしている。

## 隣の駅
西日本旅客鉄道（JR西日本）
 きのくに線（紀勢本線）
朝来駅 - 紀伊新庄駅 - 紀伊田辺駅